# Lordrichter
Lordrichter (englisch Lords of Appeal in Ordinary bzw. kurz Law Lords) waren Richter und von Amts wegen Mitglieder im House of Lords, dem britischen Oberhaus, dementsprechend ein Amtsadel. Bis zur Arbeitsaufnahme des neu geschaffenen Obersten Gerichtshofes des Vereinigten Königreichs 2009 waren sie als Vertreter des Oberhauses die höchste Berufungsinstanz der britischen Justiz. Seitdem ist das Oberhaus auch aller weiteren rechtsprechenden Funktionen enthoben und das mit der Appelationsrechtsprechungsakte von 1876 geschaffene Amt des Lordrichters mithin als obsolet aufgehoben.

## Berufung
Die Zahl der aktiven Lordrichter war nach der Appelationsrechtsprechungsakte von 1876 ursprünglich auf zwei beschränkt. Die Zahl erhöhte sich 1882 auf drei, 1891 auf vier, 1913 auf sechs, 1919 auf sieben, 1947 auf neun und 1968 auf elf Law Lords. Seit 1994 war die Zahl der Lordrichter auf zwölf Personen beschränkt. Sie wurden durch den Premierminister vorgeschlagen und daraufhin durch den König formell ernannt. Ein Lordrichter musste im Alter von 70 Jahren in den Ruhestand gehen. Auf Wunsch der Regierung konnte das Pensionsalter auf maximal 75 Jahre ausgedehnt werden.

## Amtsführung
Die Lordrichter beteiligten sich traditionsgemäß nicht an den politischen Debatten im Oberhaus, um die Unparteilichkeit ihres Richteramtes zu wahren und die Gewaltenteilung zu wahren. Die Lordrichter behielten ihre Oberhaussitze auf Lebenszeit, auch nachdem sie in den Ruhestand getreten waren. Frühere Lordrichter und Amtsinhaber anderer hoher Justizämter konnten ebenfalls als Lordrichter nach der Appelationsrechtsprechungsakte von 1876 an Verfahren teilnehmen. In der Praxis wurde dieses Recht nur selten wahrgenommen.
Zu den Lordrichtern wurden auch gezählt:
- der Lord Chief Justice of England and Wales
- der Lord High Chancellor, der ursprünglich der geistliche und weltliche Berater („Kanzler“) des englischen Königs und Bewahrer des königlichen Siegels war, heute Justizminister und Präsident des House of Lords und Präsident des Court of Appeal (England und Wales).

## Lordrichter
1. Colin Blackburn, Baron Blackburn (1813–1896) (Lordrichter ab 1876)
2. Edward Gordon, Baron Gordon of Drumearn (1814–1879) (Lordrichter ab 1876)
3. William Watson, Baron Watson (1827–1899) (Lordrichter ab 1880)
4. John Fitzgerald, Baron Fitzgerald (1816–1889) (Lordrichter ab 1882)
5. Edward Macnaghten, Baron Macnaghten (1830–1913) (Lordrichter ab 1887)
6. Michael Morris, 1. Baron Killanin (1826–1901) (Lordrichter ab 1889)
7. James Hannen, Baron Hannen (1821–1894) (Lordrichter ab 1891)
8. Charles Bowen, Baron Bowen (1831–1894) (Lordrichter ab 1893)
9. Charles Russell, Baron Russell of Killowen (1832–1900) (Lordrichter ab 1894)
10. Horace Davey, Baron Davey (1833–1907) (Lordrichter ab 1894)
11. James Robertson, Baron Robertson (1845–1909) (Lordrichter ab 1899)
12. Nathaniel Lindley, Baron Lindley (1828–1921) (Lordrichter ab 1900)
13. John Atkinson, Baron Atkinson (1844–1932) (Lordrichter ab 1905)
14. Richard Collins, Baron Collins (1842–1911) (Lordrichter ab 1907)
15. Thomas Shaw, 1. Baron Craigmyle (1850–1937) (Lordrichter ab 1909)
16. William Robson, Baron Robson (1852–1918) (Lordrichter ab 1910)
17. John Fletcher Moulton, Baron Moulton (1844–1921) (Lordrichter ab 1912)
18. Robert Parker, Baron Parker of Waddington (1857–1918) (Lordrichter ab 1913)
19. Andrew Murray, 1. Viscount Dunedin (1849–1942) (Lordrichter ab 1913, bereits seit 1905 Mitglied des House of Lords)
20. John Hamilton, 1. Viscount Sumner (1859–1934) (Lordrichter ab 1913)
21. George Cave, 1. Viscount Cave (1856–1928) (Lordrichter ab 1919)
22. Edward Carson (1854–1935) (Lordrichter ab 1921)
23. Robert Younger, Baron Blanesburgh (1861–1946) (Lordrichter ab 1923)
24. James Atkin, Baron Atkin (1867–1944) (Lordrichter ab 1928)
25. Thomas Tomlin, Baron Tomlin (1867–1935) (Lordrichter ab 1929)
26. William Watson, Baron Thankerton (1873–1948) (Lordrichter ab 1929)
27. Frank Russell, Baron Russell of Killowen (1867–1946) (Lordrichter ab 1929)
28. Hugh Macmillan, Baron Macmillan (1873–1952) (Lordrichter ab 1930, erneute Ernennung 1941)
29. Robert Wright, Baron Wright (1869–1964) (Lordrichter ab 1932, erneute Ernennung 1937)
30. Frederic Maugham, 1. Viscount Maugham (1866–1958) (Lordrichter ab 1935, erneute Ernennung 1939)
31. Alexander Roche, Baron Roche (1871–1956) (Lordrichter ab 1935)
32. Mark Romer, Baron Romer (1866–1944) (Lordrichter ab 1938)
33. Samuel Porter, Baron Porter (1877–1956) (Lordrichter ab 1938)
34. Gavin Simonds, 1. Viscount Simonds (1881–1971) (Lordrichter ab 1944, erneute Ernennung 1954)
35. Raynor Goddard, Baron Goddard (1877–1971) (Lordrichter ab 1944)
36. Augustus Uthwatt, Baron Uthwatt (1879–1949) (Lordrichter ab 1946)
37. Herbert du Parcq, Baron du Parcq (1880–1949) (Lordrichter ab 1946)
38. Wilfrid Normand, Baron Normand (1884–1962) (Lordrichter ab 1947)
39. Geoffrey Lawrence, 1. Baron Oaksey (1880–1971) (Lordrichter ab 1947)
40. Fergus Morton, Baron Morton of Henryton (1887–1973) (Lordrichter ab 1947)
41. John MacDermott, Baron MacDermott (1896–1979) (Lordrichter ab 1947)
42. James Reid, Baron Reid (1890–1975) (Lordrichter ab 1948)
43. Wilfred Greene, 1. Baron Greene (1883–1952) (Lordrichter ab 1949, bereits seit 1941 Mitglied des House of Lords)
44. Cyril Radcliffe (1899–1977) (Lordrichter ab 1949)
45. Frederick Tucker, Baron Tucker (1888–1975) (Lordrichter ab 1950)
46. Cyril Asquith, Baron Asquith of Bishopstone (1890–1954) (Lordrichter ab 1951)
47. Lionel Cohen, Baron Cohen (1888–1973) (Lordrichter ab 1951)
48. James Keith, Baron Keith of Avonholm (1886–1964) (Lordrichter ab 1953)
49. Donald Somervell, Baron Somervell of Harrow (1889–1960) (Lordrichter ab 1954)
50. Alfred Denning (1899–1999) (Lordrichter ab 1957)
51. David Jenkins, Baron Jenkins (1899–1969) (Lordrichter ab 1959)
52. John Morris, Baron Morris of Borth-y-Gest (1896–1979) (Lordrichter ab 1960)
53. Charles Hodson, Baron Hodson (1895–1984) (Lordrichter ab 1960)
54. Christopher Guest, Baron Guest (1901–1984) (Lordrichter ab 1961)
55. Patrick Devlin, Baron Devlin (1905–1992) (Lordrichter ab 1961)
56. Raymond Evershed, 1. Baron Evershed (1899–1966) (Lordrichter ab 1962, bereits seit 1956 Mitglied des House of Lords)
57. Edward Pearce, Baron Pearce (1901–1990) (Lordrichter ab 1962)
58. Gerald Upjohn, Baron Upjohn (1903–1971) (Lordrichter ab 1963)
59. Terence Donovan, Baron Donovan (1898–1971) (Lordrichter ab 1964)
60. Richard Wilberforce, Baron Wilberforce (1907–2003) (Lordrichter ab 1964)
61. Colin Pearson, Baron Pearson (1899–1980) (Lordrichter ab 1965)
62. Kenneth Diplock, Baron Diplock (1907–1985) (Lordrichter ab 1968)
63. Reginald Manningham-Buller, 1. Viscount Dilhorne (1905–1980) (Lordrichter ab 1969, bereits seit 1962 Mitglied des House of Lords)
64. Geoffrey Cross, Baron Cross of Chelsea (1904–1989) (Lordrichter ab 1971)
65. Jocelyn Simon, Baron Simon of Glaisdale (1911–2006) (Lordrichter ab 1971, bereits seit 1971 Mitglied des House of Lords)
66. Charles Shaw, Baron Kilbrandon (1906–1989) (Lordrichter ab 1971)
67. Cyril Salmon, Baron Salmon (1903–1991) (Lordrichter ab 1972)
68. Edmund Davies, Baron Edmund-Davies (1906–1992) (Lordrichter ab 1974)
69. Ian Fraser, Baron Fraser of Tullybelton (1911–1989) (Lordrichter ab 1975)
70. Charles Ritchie Russell, Baron Russell of Killowen (1908–1986) (Lordrichter ab 1975)
71. Henry Keith, Baron Keith of Kinkel (1922–2002) (Lordrichter ab 1977)
72. Leslie Scarman, Baron Scarman (1911–2004) (Lordrichter ab 1977)
73. Geoffrey Lane, Baron Lane (1918–2005) (Lordrichter ab 1979)
74. Eustace Roskill, Baron Roskill (1911–1996) (Lordrichter ab 1980)
75. Nigel Bridge, Baron Bridge of Harwich (1917–2007) (Lordrichter ab 1980)
76. Henry Brandon, Baron Brandon of Oakbrook (1920–1999) (Lordrichter ab 1981)
77. John Brightman, Baron Brightman (1911–2006) (Lordrichter ab 1982)
78. Sydney Templeman, Baron Templeman (1920–2014) (Lordrichter ab 1982)
79. Hugh Griffiths, Baron Griffiths (1923–2015) (Lordrichter ab 1985)
80. James Mackay, Baron Mackay of Clashfern (* 1927) (Lordrichter ab 1985, bereits seit 1979 Mitglied des House of Lords)
81. Desmond Ackner, Baron Ackner (1920–2006) (Lordrichter ab 1986)
82. Peter Oliver, Baron Oliver of Aylmerton (1921–2007) (Lordrichter ab 1986)
83. Robert Goff, Baron Goff of Chieveley (1926–2016) (Lordrichter ab 1986)
84. Charles Jauncey, Baron Jauncey of Tullichettle (1925–2007) (Lordrichter ab 1988)
85. Robert Lowry, Baron Lowry (1919–1999) (Lordrichter ab 1988, bereits seit 1979 Mitglied des House of Lords)
86. Nicolas Browne-Wilkinson, Baron Browne-Wilkinson (1930–2018) (Lordrichter ab 1991)
87. Michael Mustill, Baron Mustill (1931–2015) (Lordrichter ab 1992)
88. Gordon Slynn, Baron Slynn of Hadley (1930–2009) (Lordrichter ab 1992)
89. Harry Woolf (* 1933) (Lordrichter ab 1992)
90. Anthony Lloyd, Baron Lloyd of Berwick (1929–2024) (Lordrichter ab 1993)
91. Michael Nolan, Baron Nolan (1928–2007) (Lordrichter ab 1994)
92. Donald Nicholls, Baron Nicholls of Birkenhead (1933–2019) (Lordrichter ab 1994)
93. Johan Steyn, Baron Steyn (1932–2017) (Lordrichter ab 1995)
94. Leonard Hoffmann, Baron Hoffmann (* 1934) (Lordrichter ab 1995)
95. James Clyde, Baron Clyde (1932–2009) (Lordrichter ab 1996)
96. David Hope, Baron Hope of Craighead (* 1938) (Lordrichter ab 1995, bereits seit 1995 Mitglied des House of Lords)
97. Brian Hutton, Baron Hutton (1931–2020) (Lordrichter ab 1997)
98. Mark Saville, Baron Saville of Newdigate (* 1936) (Lordrichter ab 1997)
99. John Hobhouse, Baron Hobhouse of Woodborough (1932–2004) (Lordrichter ab 1998)
100. Peter Millett, Baron Millett (1932–2021) (Lordrichter ab 1998)
101. Nicholas Phillips, Baron Phillips of Worth Matravers (* 1938) (Lordrichter ab 1999, erneute Ernennung 2008)
102. Thomas Henry Bingham (1933–2010) (Lordrichter ab 2000, bereits seit 1996 Mitglied des House of Lords)
103. Richard Scott, Baron Scott of Foscote (* 1934) (Lordrichter ab 2000)
104. Alan Rodger, Baron Rodger of Earlsferry (1944–2011) (Lordrichter ab 2001, bereits seit 1992 Mitglied des House of Lords)
105. Robert Walker, Baron Walker of Gestingthorpe (1938–2023) (Lordrichter ab 2002)
106. Brenda Hale, Baroness Hale of Richmond (* 1945) (Lordrichterin ab 2004, erste und einzige Frau in dieser Position)
107. Robert Carswell, Baron Carswell (1934–2023) (Lordrichter ab 2004)
108. Simon Brown, Baron Brown of Eaton-under-Heywood (1937–2023) (Lordrichter ab 2004)
109. Jonathan Mance, Baron Mance (* 1943) (Lordrichter ab 2005)
110. David Neuberger, Baron Neuberger of Abbotsbury (* 1948) (Lordrichter ab 2007)
111. Lawrence Collins, Baron Collins of Mapesbury (* 1941) (Lordrichter ab 2009)
112. Brian Kerr, Baron Kerr of Tonaghmore (1948–2020) (Lordrichter ab 2009)